# Paintings in Yellow
Paintings in Yellow es el cuarto álbum de estudio de la cantante alemana Sandra, publicado en 1990.

## Contenido
En «The Journey», las cinco partes de que constaba el tema ya adelantaba lo que iba a ser el sonido del proyecto musical Enigma, creado por el entonces marido de la cantante, Michael Cretu, en ese mismo año de 1990. Frank Peterson, quien fuera colaborador bajo el nombre de «F. Gregorian» en el proyecto musical, tomó el rol de componer algunos de los temas de Paintings in Yellow junto a Michael Cretu. Su influencia era claramente audible en el álbum.  

## Sencillos
El sencillo estelar de este álbum, «Hiroshima», fue una versión de un tema clásico de los británicos Wishful Thinking —banda de la década de 1970— que supuso para Sandra tener otro éxito en el top 10 al alcanzar el número 4 en tres de los países en que fue editado el sencillo. Asimismo, los temas «(Life May Be) A Big Insanity» y «One More Night» fueron publicados igualmente como sencillos.
«(Life May Be) A Big Insanity» la interpretaría Sandra, además, en los World Music Awards de Montecarlo, cuando recibió el premio por «Artista más vendedora» a finales de 1990.

## Éxito indirecto
En diciembre de ese mismo año, la canción de Enigma, «Sadeness», se había convertido en un éxito alrededor del mundo. Al principio nadie supo quién se escondía tras el nombre de Enigma, pero los seguidores de Sandra identificaron rápidamente su voz, y la relacionaron profesionalmente con el creador real de Enigma, Michael Cretu. Al lograr entrar la canción en el top 10 de Estados Unidos, supuso para Sandra su primera aventura exitosa en el mercado norteamericano, aunque fuera indirectamente a modo de colaboración vocal.

## Lista de canciones
La versión en CD de Paintings in Yellow incluía también al final del disco el tema «Hiroshima» en la versión de Extended Club Mix.
| Cara 1 |                                |                                     |          |  |
| N.º    | Título                         | Música - Letra                      | Duración |  |
| 1.     | «Hiroshima»                    | David Morgan                        | 6:50     |  |
| 2.     | «(Life May Be) A Big Insanity» | Cretu - Cretu/Hirschburger          | 4:29     |  |
| 3.     | «Johnny Wanna Live»            | Cretu/Peterson - Cretu/Hirschburger | 4:26     |  |
| 4.     | «Lovelight in Your Eyes»       | Cretu - Cretu/Hirschburger          | 5:27     |  |
| 21:12  |                                |                                     |          |  |

| Cara 2 |                                                                                             |                                     |          |  |
| N.º    | Título                                                                                      | Música - Letra                      | Duración |  |
| 1.     | «One More Night»                                                                            | Cretu/Peterson - Cretu/Hirschburger | 4:06     |  |
| 2.     | «The Skin I'm In»                                                                           | Cretu/Peterson - Cretu/Hirschburger | 3:40     |  |
| 3.     | «Paintings in Yellow»                                                                       | Cretu - Cretu/Hirschburger          | 5:50     |  |
| 4.     | «The Journey (A: Cold Out Here · B: I'm Alive · C: Paintings · D: Come Alive · E: The End)» | Cretu/Peterson - Cretu/Hirschburger | 7:27     |  |
| 21:03  |                                                                                             |                                     |          |  |

| Pista adicional en la versión CD del álbum |                                 |          |  |
| N.º                                        | Título                          | Duración |  |
| 9.                                         | «Hiroshima» (Extended Club Mix) | 6:44     |  |

## Personal
Detalles de producción
- Acompañamiento vocal: Michael Cretu
- Producido por Michael Cretu
- Arreglado, interpretado e ingenierizado por Michael Cretu y Frank Peterson
- Guitarra eléctrica y acústica: Tom Leonardt
- Grabado y mezclado en A.R.T. Studios, Ibiza (España)
- Instrumentos usados: una workstation (modulador de sonido y secuenciador); un teclado controlador Midimoog; un sistema de computación y sintetizador PPG System; un sintetizador digital Korg M1; un programa secuenciador y de notación musical C-Lab Notator; una guitarra Takamine de seis y doce cuerdas, y una guitarra eléctrica Tom Anderson
- Grabado y editado digitalmente en una workstation y en una grabadora de bobina Otari DTR-900

Detalles del álbum
- Diseño de portada: Mike Schmidt (Ink Studios)
- Fotografía: Stefan Langner

## Posiciones
| País (1990) | Máxima posición |
| ----------- | --------------- |
| Alemania    | 4               |
| Austria     | 14              |
| Francia     | 13              |
| Suecia      | 30              |
| Suiza       | 8               |

### Certificaciones
| País     | Organismo certificador | Año certificación | Certificación | Ventas certificadas | Ref.  |
| -------- | ---------------------- | ----------------- | ------------- | ------------------- | ----- |
| Alemania | BVMI                   | 1990              | Oro           | 250 000             | [ 4 ] |
| Francia  | SNEP                   | 1990              | Oro           | 100 000             | [ 5 ] |
| Suiza    | IFPI - Suiza           | 1991              | Platino       | 50 000              | [ 6 ] |